# Ourense (província)
Ourense é uma província da comunidade autónoma da Galiza no norte da Espanha.

## Comarcas
- Comarca de Alhariz-Maceda
- Comarca da Baixa Límia
- Comarca do Carvalhinho
- Comarca da Límia
- Comarca de Ourense
- Comarca do Ribeiro
- Comarca da Terra de Caldelas
- Comarca da Terra de Celanova
- Comarca da Terra de Trives
- Comarca de Valdeorras
- Comarca de Verim
- Comarca de Viana

## Geografia

### Localização
Situa-se na parte sudeste da Galiza, sendo a única desta região sem costa marítima. Limita: 
- A norte, com as províncias de Lugo e Pontevedra.
- A oeste, com a província de Pontevedra e com o distrito de Viana do Castelo, Portugal.
- A sul, e de oeste para leste, com os distritos de Viana do Castelo, Braga, Vila Real e Bragança, pertencentes a Portugal, .
- A leste, com as províncias de Leão e Zamora, ambas da região de Castela e Leão .

A província de Ourense ocupa 7273,26 km², tendo em 2008 sido registados 336002 habitantes. 
A densidade populacional era de 46,2 hab/km², muito inferior à média galega. Cerca de um terço da população provincial vive em Ourense, capital de província].

### Localidades importantes
Exceto o da capital, nenhum dos outros 91 concelhos da província excede os 15000 habitantes. A lista ordenada dos onze mais habitados em 2009 era a seguinte:
| Posição | Concelho              | População |
| ------- | --------------------- | --------- |
| 1ª      | Ourense               | 107.742   |
| 2ª      | Verín                 | 14.391    |
| 3ª      | O Barco de Valdeorras | 14.213    |
| 4ª      | O Carballiño          | 14.114    |
| 5ª      | Xinzo de Limia        | 10.161    |
| 6ª      | Barbadás              | 9.177     |
| 7ª      | O Pereiro de Aguiar   | 6.130     |
| 8ª      | Celanova              | 6.020     |
| 9ª      | Allariz               | 5.821     |
| 10ª     | Ribadavia             | 5.519     |
| 11ª     | A Rúa                 | 4.816     |

## Municípios
- Anexo:Lista de municípios de Ourense